# Страховий портфель
Страховий портфель (англ. insurance portfolio) — фактична кількість застрахованих об'єктів або число договорів страхування; сукупна відповідальність страховика (перестраховика) за всіма діючими полісами.
Страховий портфель характеризується такими елементами: сукупністю ризиків, прийнятих на страхування; кількістю застрахованих об'єктів; числом страхових договорів; обсягом страхових внесків; розміром загальної страхової суми; величиною зобов'язань страховика передстрахувальниками.
Залежно від ступеня ризику бувають агресивні, консервативні та диверсифіковані страхові портфелі.

## Портфель неоднорідний по втратах
Страхова подія має однакову частоту для всіх договорів індивідуального ризику, але втрати клієнта у разі страхової події описуються різними законами розподілу ймовірностей Fyj .
Розрахунок числових характеристик:
- EX j  = ENj ∙ EYj = qEYj

Портфель може складатися з двох — трьох груп договорів, що мають різні між собою, але однакові усередині групи розподілів втрат, а це істотно спростить обчислення.
У простому випадку можна вважати, що початковий портфель складається з декількох груп договорів, таких, що усередині кожної групи імовірність страхової події постійна.